# Willi Betz
Die Willi Betz Unternehmensgruppe mit der Betz Holding GmbH & Co. KG als Dachgesellschaft ist ein deutsches Speditionsunternehmen mit Sitz im schwäbischen Undingen. Die NTL GmbH & Co. KG (vormals Internationale Spedition Willi Betz GmbH & Co. KG) ist eine Tochtergesellschaft der Betz Holding GmbH & Co. KG und betreibt die Geschäftsfelder Spedition und Transport.
Während der besten Zeiten unterhielt das Unternehmen mehr als 50 Standorte in Europa und Asien, in denen rund 8000 Mitarbeiter beschäftigt waren. Der Fuhrpark der Willi Betz Unternehmensgruppe war einer der größten weltweit. Die operativen Tätigkeiten im Bereich Spedition und Transport werden heute hauptsächlich von der Tochterfirma Betz International GmbH ausgeführt.

## Geschichte
Die Willi Betz Unternehmensgruppe wurde 1945 von Willi Betz (1927–2015), damals 17, in Reutlingen gegründet und entwickelte sich zu einem internationalen Logistikkonzern. Möglich wurde der Ausbau des Unternehmens insbesondere durch die engen Kontakte, die Willi Betz bereits in den 1960er Jahren zum staatlichen Transportbetrieb SOMAT in Bulgarien knüpfte. Durch die schließlich in den 1990er-Jahren erfolgte Übernahme konnte sich das Unternehmen zu einem der führenden Transportdienstleister in Südosteuropa sowie dem Nahen und Mittleren Osten entwickeln.
In den 2000ern wurde gegen Willi und Sohn Thomas Betz ermittelt. Die Ermittlungen gegen Willi Betz wurden aus gesundheitlichen Gründen eingestellt. Thomas Betz  wurde zu mehr als fünf Jahren Haft verurteilt und soll dem Urteil zufolge in den Jahren von 1999 bis 2002 osteuropäische Lastwagenfahrer illegal auf Strecken innerhalb der EU eingesetzt haben. Dabei soll auch Bestechung und Sozialversicherungsbetrug stattgefunden haben. Das Unternehmen musste eine Millionenstrafe zahlen.
Das Unternehmen unterhielt 2008 Niederlassungen in 25 Ländern und erreichte einen Umsatz von knapp 1 Milliarde Euro und 8000 Mitarbeitern. In Folge der Weltwirtschaftskrise ist die Unternehmensgruppe in den folgenden Jahren in Umsatz und Mitarbeiterzahl stark geschrumpft. 2014 waren noch rund 3000 Mitarbeiter beschäftigt. Als Reaktion wurde der Konzern umstrukturiert, so trennte sich die Willi Betz Unternehmensgruppe zum Jahresende 2011 von ihrer Tochtergesellschaft LGI, um sich in Zukunft auf das Kerngeschäft der Speditions- und Transportdienstleistungen zu konzentrieren. Der Firmengründer Willi Betz verstarb im Alter von 88 Jahren am 12. Dezember 2015.
Die Willi Betz Unternehmensgruppe mit der Tochterfirma Betz International GmbH ist heute in den Geschäftsbereichen:
- General Cargo
- Dedicated Fleet
- Fahrzeugtransporte

tätig.

## Belege
1. 1 2 3  Ralph Bausinger: Betz: 28 Mitarbeiter verlieren ihren Job. Südwest Presse, 14. März 2014, archiviert vom Original am 22. Juli 2016; abgerufen am 22. Juli 2016.
2. ↑  Reutlinger Generalanzeiger: „Willi Betz im Alter von 88 Jahren gestorben“, 14. Dezember 2015.
3. ↑  Prozess: Fünf Jahre Haft und hohe Geldstrafe für Spediteur Betz. In: Der Tagesspiegel Online. ISSN 1865-2263 (tagesspiegel.de [abgerufen am 20. Mai 2025]).
4. ↑  Zwei Brüder an der Spitze von Willi Betz, auf www.gea.de, abgerufen am 18. September 2015
5. ↑  Willi Betz verkauft Tochterfirma LGI, auf www.gea.de, abgerufen am 18. September 2015
6. ↑  Reutlinger Generalanzeiger: Willi Betz im Alter von 88 Jahren gestorben, 14. Dezember 2015.